# Article 48 de la Constitution belge
L'article 48 de la Constitution de la Belgique fait partie du titre III Des pouvoirs. Il vise à garantir des élections libres et régulières dépourvues d'interventions arbitraires. Pour ce faire, il attribue à la Chambre des représentants et au Sénat le pouvoir relatif à la validation et à la contestation du processus électoral relatif. 

## Texte de l'article actuel
« Chaque Chambre vérifie les pouvoirs de ses membres et juge les contestations qui s'élèvent à ce sujet. ».

## Origine
La mise en place d'un système permettant l'examen effectif des recours et griefs individuels permet de veiller à l'exercice effectif du droit de vote et du droit de se porter candidat à des élections. Il vise à préserver la confiance générale dans l'administration par l'État du processus électoral.
Le principe de vérification des pouvoirs par l'assemblée est inspiré du parlementarisme britannique, et plus particulièrement de la Déclaration des droits anglaise de 1689. Il repose sur l'idée que le parlement est un organe souverain et que le principe de séparation des pouvoirs est incompatible avec un contrôle juridictionnel du processus électoral.

## Remise en cause
Plusieurs organismes internationaux — le Comité des droits de l'homme, la commission de Venise, le Bureau des institutions démocratiques et des droits de l'homme,, — critiquent l'article 48 de la Constitution belge. Ils estiment que le recours devant le parlement, comme juge de sa propre élection, risque d'entraîner des décisions partisanes. Ils lui préfèrent un contrôle indépendant.